# Mikołaj Deńko
Mikołaj Deńko, ukr. Микола Денько – Mykoła Deńko (ur. 29 listopada 1905 w Besku, zm. 14 kwietnia 1991 w Krakowie) – kapłan greckokatolicki.

## Biografia
Urodził się 29 listopada 1905 w Besku. Uczył się w Państwowym Gimnazjum im. Królowej Zofii w Sanoku, w którym zdał egzamin dojrzałości 18 maja 1926 w trakcie przewrotu majowego (w jego klasie byli m.in. Ludwik Bar, Stanisław Buczek, Bronisław Kocyłowski, Marian Strzelbicki). Po zdaniu matury wstąpił do Greckokatolickiego Seminarium Duchownego w Przemyślu, a następnie skierowany został na studia do Rzymu, które ukończył doktoratem z filozofii i licencjatem z teologii. Tam też został wyświęcony w 1931 r.; celebs.
Po święcenia ks. Deńko powrócił do Przemyśla, gdzie rozpoczął wykłady w miejscowym Greckokatolickim Seminarium Duchownym. Sprawował także funkcję ojca duchownego alumnów. Od 1939 r. kanonik Greckokatolickiej Kapituły Przemyskiej. Okupację spędził w Przemyślu. 
Na przełomie 1945 i 1946 wyjechał (dzięki czemu uniknął deportacji do USRR) na leczenie do Krakowa, gdzie pomagał w miejscowej parafii greckokatolickiej. Uniknął też aresztu w maju 1947 r., gdy komunistyczne organa bezpieczeństwa urządziły w pomieszczeniach parafii „kocioł” i przez następne pięć lat ukrywał się pełniąc posługę kapelana w podwarszawskich żeńskich klasztorach rzymskokatolickich. Utrzymywał kontakt z innymi duchownymi greckokatolickimi.
Aresztowany został w 1952 r. i skazany w 1953 r. przez Wojskowy Sąd Rejonowy Warszawie na 12 lat więzienia, utratę praw publicznych przez okres 5 lat i przepadek całego mienia (razem z nim sądzeni byli oo. bazylianie o. Paweł Puszkarski oraz o. Pasyw Szewaha). Na mocy amnestii wyrok został zmniejszony do 8 lat więzienia. Przetrzymywany w Warszawie, Sztumie, Rawiczu i Wronkach. Zwolniony w 1956 r.
Po wyjściu na wolność przez niemal rok leczył nadszarpnięte pobytem w więzieniu zdrowie, a następnie przyjechał do Krakowa, gdzie rozpoczął starania o reaktywowanie parafii greckokatolickiej, zakończone połowicznym sukcesem. Od wiosny 1958 r. rozpoczął odprawianie nabożeństw greckokatolickich w kaplicy św. Doroty w kościele pw. św. Katarzyny (obowiązki te pełnił przez 33 lata). Jednocześnie też po kilku latach rozpoczął odprawianie coniedzielnych nabożeństw w Katowicach i okazjonalnie w różnych parafiach greckokatolickich na terenie całej Polski. 
Zmarł w Krakowie, pochowany został na cmentarzu głównym w Przemyślu, w grobowcu Greckokatolickiej Kapituły Przemyskiej.